# Cienfuegosia ulmifolia
Cienfuegosia ulmifolia är en malvaväxtart som beskrevs av Paul Arnold Fryxell. Cienfuegosia ulmifolia ingår i släktet Cienfuegosia och familjen malvaväxter. Inga underarter finns listade i Catalogue of Life.